# Venus, Minerva
Venus, Minerva eller Fredmans sång n:o 12 är en sång av Carl Michael Bellman. Sångtexten är skriven i jagform och handlar om hur antingen Bellman själv eller hans alter ego Fredman bjuder hela Olympen på kalas hemma hos sig. De flesta lämnar dock återbud, Phoebus på grund av durchlopp, Melpomene på grund av benbrott och Juno på grund av snuva. Bacchus dyker dock upp så snart vinet hällts upp och vaggar så småningom värden till sömns.
I fjärde versen antyds att Juno trots allt dyker upp i form av en fladdermus (chauve-souris).
Sången går på samma melodi som Ja, må han leva.